# Leitner Gottlieb Vilmos
Leitner Gottlieb Vilmos, Gottlieb Wilhelm Leitner (Pest, 1840. október 14. – Bonn, 1899. március 23.) bölcseleti doktor, a lahori egyetem rektora, a Magyar Tudományos Akadémia külső tagja.

## Élete
Már gyermekkorában Konstantinápolyba került, ahol apja katonaorvos volt a szultán szolgálatában. Eleinte egy török korán-iskolában tanult török és arab nyelvet, valamint a Koránt, majd Málta szigetén a vallettai angol középiskolában folytatta tanulmányait. A krími háború kitörésekor az angol kormány első osztályú tolmáccsá nevezte ki a hadsereghez ezredesi ranggal. 1855–1856-ban Szevasztopol alatt élte át napjait. 1855-ben már nyolc nyelven tökéletesen beszélt: németül, angolul, franciául, olaszul, görögül, törökül, arabul és perzsául.
A krimi háború után Londonba ment és mint a King's College hallgatója folytatta tanulmányait 1859-ig; ekkor ugyanott mint magántanár kezdte működését; az arab, török és újgörög nyelvet adta elő. 1861-ben az arab nyelv és az iszlám jog (fikh) rendes tanárának nevezték ki. 1862-ben a freiburgi egyetem bölcseleti doktornak nevezte. 1864-ben a londoni antropológiai társaság igazgatóságába választották be. 1865-ben az angol kormány a lahori kormánybizottság főnökévé nevezte ki; itt több iskolát (köztük a Panjab University Colleget), irodalmi társaságot és könyvtárt alapított; hírlapokat adott ki, amelyek a helyiek nyelvén terjesztik az ismereteket.
Különösen nagy jelentőségűek az 1866–69-ben tett utazásai, melyekben Kasmírt, Kis-Tibetet, Ladakot, Dardisztant sat. fölkutatta és a szanszkrittal rokon dardu nyelveket fölfedezte. Egy szintén akkor fölfedezett néptörzs maradványaiban állítólag a Nagy Sándor idejéből ott rekedt makedón telepítvényre ismert. 1869-ben szabadsága alatt bejárta Európát; a Royal-Asiatic Society és az angol nyelvészeti és néprajzi társaság is tagjának választotta.
1870 táján visszatért Keletindiába és újabb kutatási utazásra indult, melynek eredménye a görög-buddhista régiségek kiásása Juszufzaiban. Ekkor összegyűjtött indiai és kelet-ázsiai régiségeit, érmeit, szobrait és kéziratait 1873-ban a bécsi világkiállításon állította ki. 1871-ben Ferenc József Vaskorona-renddel tüntette ki. 1874-ben hosszabb szabadságon ismét Londonban volt. Visszatérte után a lahori angol keletindiai királyi egyetem rektora lett.

## Művei
- On the Sciences of language and of ethnography, with general reference to the language and customs of the people of Hanza: A report of an extempore address (nach 1856)
- Introduction to a philosophical Grammar of Arabic: Being an attempt to discover a few simple principles in Arabic Grammar. Reprinted and slightly enlarged from the „Panjab Educational Magazine”, Lahore ,1871
- The Sinin-i-Islam; The races of Turkey; History of Dardistan, songs, legends etc; Graeco-buddhistic discoveries; History of indigenous education in the Panjab since annexation
- A lecture on the races of Turkey, both of Europe and of Asia, and the state of their education: being, principally, a contribution to Muhammadan education. Lahore, 1871
- A detailed analysis of Abdul Ghafur's dictionary of the terms used by criminal tribes in the Panjab. Lahore, 1880
- History of indigenous education in the Punjab since annexation and in 1882. Calcutta 1882. Reprint Delhi: Amar Prakashan, 1982
- The Kunza and Nagyr handbook being an introduction to a Knowledge of the language. Calcutta, 1889
- Dardistan in 1866, 1886 and 1893: being an account of the history, religions, customs, legends, fables, and songs of Gilgit, Chilas, Kandia (Gabrial), Yasin, Chitral, Hunza, Aagyr, and other parts of the Hindukush, Reprint der Ausgabe Woking, Oriental Univ. Inst., 1893, New Delhi: Bhavana Books & Prints, 2001 ISBN 81-86505-49-0
- Dardistan in 1866, 1886 and 1893 : being an account of the history, religions, customs, legends, fables and songs of Gilgit Chilas, Kandia (Gabrial) Yasin, Chitral, Hunza, Nagyr and other parts of the Hindukush; as also a suppl. to the 2. ed. of The Hunza and Nagyr handbook and an epitome of p. 3 of the author's "The languages and races of Dardistan".  	Reprint of the edition 1889, Karachi: Indus Publ., 1985